# Matt Bianco
Matt Bianco es una banda británica de música Pop formada en 1983, pionera en la fusión del Pop con el Jazz y los ritmos latinos. Muy popular en toda Europa a mediados de la década de los 80, gracias a temas como "Sneaking Out The Back Door", "Yeh Yeh" o "Don't Blame it on That Girl". El nombre del grupo suele, a menudo, confundirse con el de su vocalista, Mark Reilly.

## Historia
Originalmente formados en 1982 como "Bronze", no sería hasta 1983 cuando el grupo compuesto por Mark Reilly, Danny White, Kito Poncioni y Basia Trzetrzelewska debutaría, ya bajo el nombre de Matt Bianco, con el sencillo Get Out Of Your Lazy Bed"/"Big Rosie. El bajista Kito Poncioni dejó la banda poco antes de publicar el primer álbum Whose Side Are You On? en 1984. Este primer trabajo fue un enorme éxito tanto en el Reino Unido como en el resto de Europa, con sencillos como "Get Out of Your Lazy Bed", "More Than I Can Bear", "Half a Minute" y "Sneaking Out The Back Door". Basia y el teclista Danny White, que formaban pareja sentimental, dejaron el grupo justo después de la publicación del álbum para iniciar una exitosa carrera en solitario.
Reilly reforzó entonces la banda con dos nuevas incorporaciones; Jenni Evans como vocalista femenina y Mark Fisher, músico de sesión y exmiembro de Wham, como teclista, compositor y productor. Con esta formación, Matt Bianco lanza el álbum homónimo Matt Bianco, en 1986. De este trabajo se extrajo el exitoso sencillo "Yeh Yeh". Con la incorporación de Mark Fisher, se incrementó el uso de sintetizadores y el sonido de la banda cambió considerablemente. Jenni Evans abandonó Matt Bianco poco después de la publicación del álbum y no fue reemplazada.
Convertidos ya en dúo y consolidados en Europa, Mark Reilly y Mark Fisher, trataron de conquistar el mercado norteamericano de la mano de Warner Brothers. Para ello buscaron la producción del afamado Emilio Estefan, quien produjo para la banda algunos temas, que fueron incluidos en el tercer álbum de Matt Bianco, Indigo (1988) y lanzados como sencillos del mismo. El sencillo "Don't Blame it on That Girl" logró posicionarse en el número 11 del UK Singles Chart, la mejor marca de la banda.
En 1990 publican el recopilatorio The Best of Matt Bianco, que recoge los mayores éxitos de la banda desde 1983, un álbum que tuvo buenas ventas en el Reino Unido. En 1991 lanzan su cuarto trabajo de estudio bajo el título Samba in Your Casa con una muy discreta acogida. Reilly y Fisher dejan la compañía discográfica y deciden que a partir de ese momento grabarán sus nuevos álbumes en sus propios estudios y ofrecerán la distribución a compañías independientes. Firmaron acuerdos con ZYX Music e Intercord para Europa, y con Victor Entertainment para la distribución Asia. Sus siguientes publicaciones no tuvieron buena venta en Europa, aunque sí en Asia, especialmente en Japón, donde la banda mantuvo una pequeña legión de fanes. Finalmente y tras más de veinte años grabando y actuando juntos, el dúo decidió separarse de forma amistosa.

## Regreso
A través de un amigo en común, Basia y Danny White se reunieron con Mark Reilly y acordaron recuperar la formación original de la banda (excepto el bajista Kito Poncioni que falleció a finales de los 90). En 2004 publicaron Matt's Mood, con un estilo muy similar al del primer álbum de Matt Bianco, y se embarcaron en una gira por Reino Unido, Japón y Estados Unidos. Tras el éxito del álbum y la gira, con la fama revigorizada, Basia y Danny White abandonaron de nuevo el grupo. Reilly por su parte, se unió de nuevo a Fisher para recuperar el dúo Matt Bianco. Juntos regresaron a los escenarios y publicaron varios recopilatorios antes de lanzar en mayo de 2009 un nuevo álbum de estudio, HiFi Bossanova. En noviembre de 2012 publicaron su último trabajo hasta la fecha, Hideaway. Mark Reilly (sin Mark Fisher) grabó un álbum colaborativo con New Cool Collective en 2016. The Things You Love incluyó nueve pistas nuevas y una regrabación de "Don't Blame it on That Girl".
Mark Fisher murió el 12 de diciembre de 2016. El sitio oficial de Matt Bianco dejó en claro que Reilly tenía la intención de continuar utilizando el nombre de la banda, indicando que se estaba grabando un nuevo álbum que finalmente fue publicado en 2017 bajo el título de Gravity. En octubre de ese mismo año, Cherry Red Records reeditó el álbum Matt Bianco en formato 2CD Deluxe Edition, después de haber reeditado una versión empaquetada de manera similar de "Whose Side Are You On?" en junio de 2016.
En noviembre de 2020 se lanzó una segunda colaboración con New Cool Collective, High Anxiety. En junio de 2022, Matt Bianco lanzó 2CD The Essential Matt Bianco. Reimaginado, re-amado . Presentó nuevas versiones de 2022 con sabor latino de 15 clásicos de Matt Bianco, precedidos por los sencillos "More Than I Can Bear 2022", "Matt's Mood 2022" y "Wap Bam Boogie 2022", además de 15 remezclas y versiones especiales.

## Discografía

### Álbumes
- 1984 – Whose Side Are You On?
- 1986 – Matt Bianco
- 1988 – Indigo
- 1991 – Samba in Your Casa
- 1994 – Another Time Another Place
- 1995 – Gran Via
- 1997 – World Go Round
- 2000 – Rico
- 2002 – Echoes
- 2004 – Matt's Mood
- 2009 – Hifi Bossanova
- 2012 – Hideaway
- 2016 – The Things You Love
- 2017 – Gravity
- 2020 - High Anxiety

### Recopilatorios
- 1990 – The Best of Matt Bianco: 1983–1990
- 1993 – Yeah Yeah
- 1998 – A/Collection
- 2005 – The Best of Matt Bianco: Platinum Collection
- 2005 – Let's Dance
- 2006 – Wap Bam Boogie
- 2008 – The Best of Matt Bianco – Volume 2
- 2010 – Sunshine Days – The Official Greatest Hits
- 2022 - The Essential Matt Bianco. Re-imagined, Re-loved